# トプフミーネ
トプフミーネ（ドイツ語: Topfmine、壷型地雷の意）とは、ドイツ製の円形非金属製対戦車地雷のシリーズをさす。これらは第二次世界大戦中の1944年からドイツ陸軍が戦闘に投入していた。
これらの地雷は、圧縮したウッドパルプ、段ボール、そしてタールでできた弾体を利用している。さらにガラス製のネジとコンポーネントも使い、連合軍の地雷探知機で探知されないよう設計していた。これらの地雷の金属製部品は信管のみであることが多かった。
友軍にはこれらの地雷を発見できるようにするため、弾体が「Tarnsand（ターンザント、カモフラージュサンドの意）」と呼ばれる黒と薄茶色の物質で塗られていた。連合軍側の地雷探知機がこれらの地雷を探知することはできなかったが、ドイツ軍側の地雷探知機は、ターンザントで印がついていればこれらの地雷を見つけ出すことができる、ということを連合軍は発見した。ターンザントの秘密は、戦争が終わってこれが軽度の放射性物質であることが判るまで維持された。またドイツ側の地雷探知機は簡素なガイガーカウンターを組み込んでいた。

## トプフミーネA
トプフミーネAはドーム形状の弾体を持ち、やや隆起して天面はフラットな円形感圧板が地雷頂部にあり、これが剪断溝によって囲まれている。通常、弾体はウッドパルプと防水のため段ボールにタールを混ぜた物で作られていた。ただし、ときおりこの弾体は瀝青炭の屑からも作られている。SF1信管は地雷の下側に挿入されており、地雷の底部を密閉する大きなガラス栓の内部に置かれていた。第二の信管孔がこの栓の底面に作られており、処理防止装置を設けている。SF1信管はガラスや木材で作られ、雷管と伝爆薬が収められた。
感圧板の作動重量はおよそ150kgである。重量がかかるとプレートは地雷の弾体を剪断し、感圧信管のガラス頂部を壊す。ガラス頂部は押し下げられ、2個の化学薬品の入ったガラス製容器を砕き、一緒に反応してフラッシュを引き起こす。そこで雷管、伝爆薬、そして最後にTNTの主炸薬が点火される。
2種類の地雷が生産されている。「To.Mi.A4531」と命名された完全防水型と、通常型の「To.Mi.4531」である。

## トプフミーネB

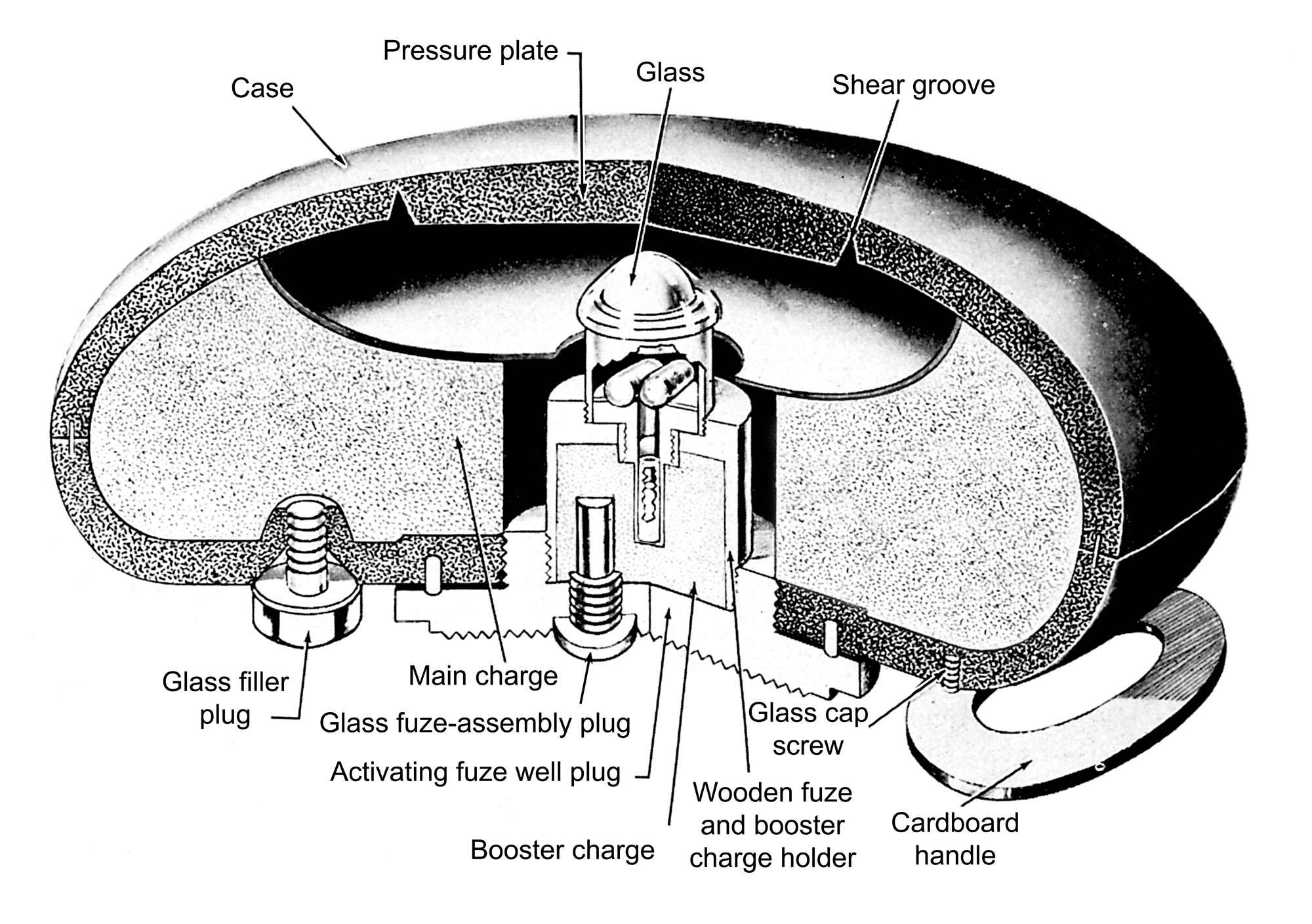
トプフミーネ Bの構造図。

トプフミーネB (To.Mi.B4531)は大部分Aバージョンに類似する。主な相違点は隆起した感圧板がなく、滑らかな弾体になっている。このバージョンの地雷は、弾体の内部上面に剪断溝が切られて感圧板の替わりになっているが、これにより水が感圧板に沿って地雷に入り込み、地雷を不活性化するのを防いでいる。

## トプフミーネC
トプフミーネC (To.Mi.C4531、または「ボール紙地雷」を意味するパップミーネ) では、8角形状の筒の中央頂部にガラス製信管をつけ、全体を平たくしたものへと設計を変更している。このデザインでは非常に弾体の壁が薄く、地雷同士を2m以内の近さに埋設すれば誘爆を起こすことができた。

## 諸元
|          | トプフミーネA | トプフミーネB | トプフミーネC |
| -------- | ------------- | ------------- | ------------- |
| 直径     | 330mm         | 320mm         | 340mm         |
| 全高     | 140mm         | 140mm         | 140mm         |
| 全重     | 9.5kg         | 10kg          | 9kg           |
| 炸薬量   | 6kg           | 6kg           | 6kg           |
| 作動重量 | 150kg-f       | 150kg-f       | 150kg-f       |